# Deutsche Nachrichten
Die Deutschen Nachrichten waren eine Wochenzeitung der rechtsextremen NPD, die von 1964 bis 1973 herausgegeben wurde. Am 1. Januar 1974 fusionierten sie mit der Deutschen Wochen-Zeitung zur Deutschen Wochen-Zeitung – Deutsche Nachrichten. Die Deutschen Nachrichten können als Nachfolgezeitung der Parteizeitung der Deutschen Reichspartei (DRP), des Reichsrufs, angesehen werden.
12 der 14 Gesellschafter der Zeitung gehörten schon dem Parteivorstand der Deutschen Reichspartei an, 11 gehörten der NSDAP schon vor 1933 an oder beteiligten sich am Presse- und Propagandawesen des Dritten Reichs. Verleger der Zeitung war ab 1964 Karl Waldemar Schütz. Gleichzeitig war er Präsidiumsmitglied bei der Gründung der NPD und Leiter des National-Verlags.
Die Deutschen Nachrichten gaben die ideologische Linie der NPD vor. Dieses wurde vor allem durch die große Nähe zum NPD-Parteivorstand erreicht. Für die Zeitung waren auch ehemalige Ideologen des nationalsozialistischen Regimes als Autoren tätig. Ebenfalls für die Zeitung schrieben unter anderen der NPD-Vorsitzende Adolf von Thadden und der damalige stellvertretende Vorsitzende des Nationaldemokratischen Hochschulbundes (NHB) und spätere Braunschweiger Oberbürgermeister Gert Hoffmann. Viele Beiträge waren deutlich rassistisch und antisemitisch geprägt.
Die Zeitung war über den Zeitschriftenhandel erhältlich, wurde aber auch kostenlos verteilt. Die höchste Auflage erreichten die Deutschen Nachrichten 1966 mit einer Auflage von 45.000 Exemplaren.